# Gran Premi de Bahrain del 2019
El Grand Premi de Bahrain de Fórmula 1, la segona cursa de la temporada 2019 es disputa al circuit de Sakhir, de 29 al 31 de març de 2019.

## Qualificació
La qualificació es va celebrar el dia 30 de març.
| Pos                  | No | Pilot              | Constructor           | Part 1   | Part 2   | Part 3   | Sortida |
| -------------------- | -- | ------------------ | --------------------- | -------- | -------- | -------- | ------- |
| 1                    | 16 | Charles Leclerc    | Ferrari               | 1:28.495 | 1:28.046 | 1:27.866 | 1       |
| 2                    | 5  | Sebastian Vettel   | Ferrari               | 1:28.733 | 1:28.356 | 1:28.160 | 2       |
| 3                    | 44 | Lewis Hamilton     | Mercedes              | 1:29.262 | 1.28.578 | 1:28.190 | 3       |
| 4                    | 77 | Valtteri Bottas    | Mercedes              | 1:29.498 | 1:28.830 | 1:28.256 | 4       |
| 5                    | 33 | Max Verstappen     | Red Bull-Honda        | 1:29.532 | 1:29.017 | 1:28.757 | 5       |
| 6                    | 20 | Kevin Magnussen    | Haas-Ferrari          | 1:29.532 | 1:29.017 | 1:28.757 | 6       |
| 7                    | 55 | Carlos Sainz Jr.   | McLaren-Renault       | 1:29.528 | 1:29.055 | 1:28.813 | 111     |
| 8                    | 8  | Romain Grosjean    | Haas-Ferrari          | 1:29.688 | 1:29.249 | 1:29.015 | 7       |
| 9                    | 7  | Kimi Räikkönen     | Alfa Romeo-Ferrari    | 1:29.959 | 1:29.471 | 1:29.022 | 8       |
| 10                   | 4  | Lando Norris       | McLaren-Renault       | 1:29.381 | 1:29.258 | 1:29.043 | 9       |
| 11                   | 3  | Daniel Ricciardo   | Renault               | 1:29.859 | 1:29.488 |          | 10      |
| 12                   | 23 | Alexander Albon    | Toro Rosso-Honda      | 1:29.514 | 1:29.513 |          | 12      |
| 13                   | 17 | Pierre Gasly       | Red Bull-Honda        | 1:29.900 | 1:29.526 |          | 13      |
| 14                   | 11 | Sergio Pérez       | Racing Point-Mercedes | 1:29.893 | 1:29.756 |          | 14      |
| 15                   | 26 | Daniïl Kviat       | Toro Rosso-Honda      | 1:29.876 | 1:29.854 |          | 15      |
| 16                   | 99 | Antonio Giovinazzi | Alfa Romeo-Ferrari    | 1:30.026 |          |          | 16      |
| 17                   | 27 | Nico Hülkenberg    | Renault               | 1:30.034 |          |          | 17      |
| 18                   | 18 | Lance Stroll       | Racing Point-Mercedes | 1:30.217 |          |          | 18      |
| 19                   | 63 | George Russell     | Williams-Mercedes     | 1:31.759 |          |          | 19      |
| 20                   | 88 | Robert Kubica      | Williams-Mercedes     | 1:31.799 |          |          | 20      |
| 107% Temps: 1:34.689 |    |                    |                       |          |          |          |         |
| Font                 |    |                    |                       |          |          |          |         |

Notes
^1  Romain Grosjean va ser penalitzat amb tres posicions a la graella de sortida per bloquejar a Lando Norris (McLaren) en una de les seves voltes ràpides a la Q1.

## Resultats de la cursa
La cursa es va celebrar el dia 31 de març.
| Pos                                                            | No | Pilot              | Constructor               | Voltes | Temps / Retirada   | Pos.Sortida | Punts |
| -------------------------------------------------------------- | -- | ------------------ | ------------------------- | ------ | ------------------ | ----------- | ----- |
| 1                                                              | 44 | Lewis Hamilton     | Mercedes                  | 57     | 1:34:21.295        | 3           | 25    |
| 2                                                              | 77 | Valtteri Bottas    | Mercedes                  | 57     | +2.980             | 4           | 18    |
| 3                                                              | 16 | Charles Leclerc    | Ferrari                   | 57     | +6.131             | 1           | 161   |
| 4                                                              | 33 | Max Verstappen     | Red Bull Racing-Honda     | 57     | +6.408             | 5           | 12    |
| 5                                                              | 5  | Sebastian Vettel   | Ferrari                   | 57     | +36.068            | 2           | 10    |
| 6                                                              | 4  | Lando Norris       | McLaren-Renault           | 57     | +45.754            | 9           | 8     |
| 7                                                              | 7  | Kimi Räikkönen     | Alfa Romeo Racing-Ferrari | 57     | +47.470            | 8           | 6     |
| 8                                                              | 10 | Pierre Gasly       | Red Bull Racing-Honda     | 57     | +58.094            | 13          | 4     |
| 9                                                              | 23 | Alexander Albon    | Scuderia Toro Rosso-Honda | 57     | +62.697            | 12          | 2     |
| 10                                                             | 11 | Sergio Pérez       | Racing Point-BWT Mercedes | 57     | +63.696            | 14          | 1     |
| 11                                                             | 99 | Antonio Giovinazzi | Alfa Romeo Racing-Ferrari | 57     | +64.599            | 15          |       |
| 12                                                             | 26 | Daniil Kvyat       | Scuderia Toro Rosso-Honda | 56     | +1 Volta           | 8           |       |
| 13                                                             | 20 | Kevin Magnussen    | Haas-Ferrari              | 56     | +1 Volta           | 6           |       |
| 14                                                             | 18 | Lance Stroll       | Racing Point-BWT Mercedes | 56     | +1 Volta           | 18          |       |
| 15                                                             | 63 | George Russell     | Williams-Mercedes         | 56     | +1 Volta           | 19          |       |
| 16                                                             | 88 | Robert Kubica      | Williams-Mercedes         | 55     | +2 Voltes          | 20          |       |
| 17                                                             | 27 | Nico Hülkenberg    | Renault                   | 53     | Pèrdua de unitat   | 17          |       |
| 18                                                             | 3  | Daniel Ricciardo   | Renault                   | 53     | Pèrdua de potència | 10          |       |
| 19                                                             | 55 | Carlos Sainz Jr.   | McLaren-Renault           | 53     | Caixa del canvi    | 7           |       |
| Ret                                                            | 8  | Romain Grosjean    | Haas-Ferrari              | 16     | Col·lisió          | 11          |       |
| Volta ràpida: Charles Leclerc (Ferrari) — 1:33.411 (on lap 38) |    |                    |                           |        |                    |             |       |
| Font:                                                          |    |                    |                           |        |                    |             |       |

Notes
- ^1  – Inclòs 1 punt extra per la volta ràpida

## Classificació després de la cursa
| Pos. | Pilot            | Punts | Canvis |
| ---- | ---------------- | ----- | ------ |
| 1    | Valtteri Bottas  | 44    | =      |
| 2    | Lewis Hamilton   | 43    | =      |
| 3    | Max Verstappen   | 27    | =      |
| 4    | Charles Leclerc  | 26    | 1      |
| 5    | Sebastian Vettel | 22    | 1      |

| Pos. | Constructor        | Punts | Canvis  |
| ---- | ------------------ | ----- | ------- |
| 1    | Mercedes           | 87    | =       |
| 2    | Ferrari            | 48    | =       |
| 3    | Red Bull-Honda     | 31    | =       |
| 4    | Alfa Romeo-Ferrari | 10    | Augment |
| 5    | McLaren-Renault    | 8     | Augment |